# Ferruccio Mariani
Ferruccio Mariani (Roma, 2 ottobre 1961) è un allenatore di calcio ed ex calciatore italiano.

## Carriera

### Giocatore
Originario della frazione di Acilia, debutta in Serie B a 19 anni con il Pisa di Romeo Anconetani, dove nel 1982 conquista la promozione in Serie A, disputando due stagioni in massima serie. Rimane sotto la Torre pendente anche dopo la retrocessione del 1984, per conquistare immediatamente la risalita in A. Lo stesso avverrà nel biennio successivo, quando Mariani sarà uno dei punti fermi del Pisa che disputa la massima serie nel 1985 (retrocedendo) e poi l'anno dopo nella cavalcata che porta nuovamente in neroazzurri in A.
Nel 1987 lascia la Toscana per accasarsi all'Avellino dove disputa la sua ultima stagione di Serie A vista la retrocessione degli irpini. Nel 1988 disputa una stagione in Serie B con la Sambenedettese.
Negli anni successivi giocherà nelle categorie minori, concludendo la carriera nei campionati professionistici nel 1994 al Viareggio in Serie C2. Nella stagione 1993/94 milita nelle file dello Sporting Benevento, con il quale vince il CND nel girone H. La stagione successiva passa al Fiumicino sempre nel Campionato Nazionale Dilettanti.
In carriera ha totalizzato complessivamente 59 presenze e 3 reti in Serie A e 106 presenze e 4 reti in Serie B.

### Allenatore
Una volta appese la scarpe al chiodo ha intrapreso la carriera di allenatore. Nel 2001 è stato il vice di Luigi Simoni alla guida tecnica dei bulgari del CSKA Sofia; successivamente seguirà ancora Simoni sulle panchine di Ancona, Napoli e Siena. In seguito ha allenato in prima persona squadre come Pisa, Carrarese e Sansovino.
Nel 2009 è direttore generale del  Pisa
Dal 17 febbraio 2010 e fino alla fine del torneo 2010-2011 ha allenato l'Ischia Isolaverde, militante in Serie D. Il 30 ottobre seguente viene chiamato a fare il vice di Giuseppe Giannini al Grosseto, in Serie B, ruolo ricoperto fino al dicembre successivo. Successivamente ha esperienze come tecnico delle giovanili del Frosinone.
Assume la carica di vice allenatore del Fondi, di proprietà della Unicusano, dal 2014 al 2016, e dove nel marzo 2016 subentra anche sulla panchina della prima squadra, nel campionato di Serie D, al posto di Sandro Pochesci; a fine stagione, dopo aver vinto la Coppa Italia di Serie D, si dimette. La stagione 2016-2017 lo vede come allenatore dei formazione Giovanissimi della Salernitana.
Dal 2017 la ex proprietà del Fondi acquisisce la Ternana e lo chiama a dirigere la formazione Primavera; il 30 gennaio 2018 subentra, ancora a Pochesci, sulla panchina della prima squadra rossoverde, nel campionato di Serie B. Il 21 febbraio 2018, a causa dei risultati ottenuti nelle tre partite disputate (tutte concluse con una sconfitta), la società decide di sollevarlo dall'incarico, concedendogli nuovamente la direzione della formazione Primavera e affidando la conduzione tecnica della panchina a Luigi De Canio.
Nel  2019 allena la formazione Berretti della Ternana.

## Statistiche

### Statistiche da allenatore
Statistiche aggiornate al 18 febbraio 2018. In grassetto le competizioni vinte.
| Stagione            | Squadra         | Campionato      | Campionato | Campionato | Campionato | Campionato | Coppe nazionali | Coppe nazionali | Coppe nazionali | Coppe nazionali | Coppe nazionali | Coppe continentali | Coppe continentali | Coppe continentali | Coppe continentali | Coppe continentali | Altre coppe | Altre coppe | Altre coppe | Altre coppe | Altre coppe | Totale | Totale | Totale | Totale | % Vittorie |
| Stagione            | Squadra         | Comp            | G          | V          | N          | P          | Comp            | G               | V               | N               | P               | Comp               | G                  | V                  | N                  | P                  | Comp        | G           | V           | N           | P           | G      | V      | N      | P      | %          |
| ------------------- | --------------- | --------------- | ---------- | ---------- | ---------- | ---------- | --------------- | --------------- | --------------- | --------------- | --------------- | ------------------ | ------------------ | ------------------ | ------------------ | ------------------ | ----------- | ----------- | ----------- | ----------- | ----------- | ------ | ------ | ------ | ------ | ---------- |
| 1999-2000           | Acilia          | Ecc.            | 30         | 9          | 9          | 12         | CI-Ecc.         | ?               | ?               | ?               | ?               | -                  | -                  | -                  | -                  | -                  | -           | -           | -           | -           | -           | 30     | 9      | 9      | 12     | 30,00      |
| ott. 2005-apr. 2006 | Pisa            | C1              | 24         | 9          | 4          | 11         | CI+CI-C         | 0+4             | 0+1             | 0+1             | 0+2             | -                  | -                  | -                  | -                  | -                  | -           | -           | -           | -           | -           | 28     | 10     | 5      | 13     | 35,71      |
| gen.-giu. 2007      | Carrarese       | C2              | 14+2       | 2+1        | 8          | 4+1        | CI-C            | -               | -               | -               | -               | -                  | -                  | -                  | -                  | -                  | -           | -           | -           | -           | -           | 16     | 3      | 8      | 5      | 18,75      |
| gen.-mar. 2008      | Sansovino       | C2              | 6          | 0          | 2          | 4          | CI-C            | -               | -               | -               | -               | -                  | -                  | -                  | -                  | -                  | -           | -           | -           | -           | -           | 6      | 0      | 2      | 4      | &0,00      |
| feb.-giu. 2011      | Ischia          | D               | 10         | 2          | 4          | 4          | CI-D            | -               | -               | -               | -               | -                  | -                  | -                  | -                  | -                  | -           | -           | -           | -           | -           | 10     | 2      | 4      | 4      | 20,00      |
| feb.-giu. 2016      | Fondi           | D               | 9+2        | 2+2        | 5+0        | 2+0        | CI-D            | 5               | 4               | 1               | 0               | -                  | -                  | -                  | -                  | -                  | -           | -           | -           | -           | -           | 16     | 8      | 6      | 2      | 50,00      |
| gen.-feb. 2018      | Ternana         | B               | 3          | 0          | 0          | 3          | CI              | -               | -               | -               | -               | -                  | -                  | -                  | -                  | -                  | -           | -           | -           | -           | -           | 3      | 0      | 0      | 3      | &0,00      |
| Totale carriera     | Totale carriera | Totale carriera | 100        | 27         | 32         | 41         |                 | 9               | 5               | 2               | 2               |                    |                    |                    |                    |                    |             |             |             |             |             | 109    | 32     | 34     | 43     | 29,36      |

## Palmarès

### Giocatore

#### Competizioni nazionali
- Campionato italiano di Serie B: 3

Pisa: Serie B 1981-1982
Pisa: Serie B 1984-1985
Pisa: Serie B 1986-1987
- Campionato Nazionale Dilettanti: 1

Benevento: 1993-1994

#### Competizioni internazionali
- Coppa Mitropa: 1

Pisa: 1986

### Allenatore

#### Competizioni nazionali
- Coppa Italia Serie D: 1

Fondi: 2015-2016